# ジョン・オリアリー (大使)
ジョン・オリアリー（John O'Leary、1947年1月16日 - 2005年4月2日）は、アメリカの政治家。メイン州ポートランドの市長、またビル・クリントン大統領の下でチリ駐在大使を務めた。

## 経歴
ポートランドで生まれ、1969年にイェール大学を卒業した。メロン奨学金でケンブリッジ大学クレアカレッジに入学し、1971年に修士号を取得した。1974年に イェール・ロー・スクールから学位を受けた。ロー・スクールで勉強しながら、イェールディベート協会コーチを務め、その後弁護士を個人開業した。
イェール大学の同期生パトリシア・セペダと結婚した。彼女の父はコロンビアの作家アルバロ・セペダ・サムディオであり、ノーベル賞受賞者ガブリエル・ガルシア＝マルケスの友人であり、パトリシアはガブリエルの元で翻訳家として働いていた。2人の娘アレハンドラ・セペダ・オリアリーとガブリエラ・ジョイス・オリアリーがおり、長女アレハンドラはマルケスが名付け親となった。

## 政治
民主党に所属し、ポートランド市議会議員、市長を務めた。1982年、メイン州第一選挙区からアメリカ合衆国下院議員に立候補したが、民主党予備選挙で敗れた。
ワシントンD.C.で死去した。